# Echinapoderus kilimanus
Echinapoderus kilimanus is een keversoort uit de familie bladrolkevers (Attelabidae). De wetenschappelijke naam van de soort werd in 1910 gepubliceerd door Per Olof Christopher Aurivillius.